# Hanok (építészet)
A hanokok hagyományos koreai házak, melyeket a 14. századtól kezdve építettek Korjó (Goryeo)ban, majd Csoszon (Joseon)ban, innen ered a másik elnevezése is, mely a csoszondzsip (hangul: 조선집, handzsa: 朝鮮―, RR: joseonjip). A kifejezés relatíve új keletű, a nyugati típusú lakóházakkal szemben jelöli a hagyományosan épített koreai típusú lakóépületeket.
A hanok fő jellemzője, hogy ondol, azaz padlófűtés fűti, és egy vagy több, hűtésre szolgáló úgynevezett maruszobával egészül ki. A hanokokon belül is több típust meg lehet különböztetni, általában regionálisan változott az elrendezésük, és többféle tetőszerkezettel épültek. A hanokok méretét és alakját a tulajdonos társadalmi rangja is meghatározta. A tehetősebbek otthonában külön lakrészt kaptak a nők és a férfiak. 
A modern hanokok ötvözik a hagyományos koreai építészeti technológiákat a modern világ követelményeivel és kényelmi funkcióival.

## Elnevezési kérdések
A hanok kifejezést először 1908-ban használták, egy Kaszae kvanhan csobokmunszo (hangul: 가사(家舍)에 관한 조복문서(照覆文書), RR: Gasae gwanhan jobokmunseo) című dokumentumban. A hanok olyan, hagyományos koreai építészeti módszerekkel készült épület, mely faszerkezetű, és kőalapra épült, valamint agyagot és papírt is felhasznál. Bár általában lakóházat értenek alatta, valójában funkciótól függetlenül, minden olyan épület ide tartozik, amelyre ez a leírás igaz. A hanok szó szerinti jelentése „koreai ház”, megkülönböztetésül a nyugati stílusú házaktól. Többféle kifejezést is használtak a lakóépületek megnevezésére, például: csuga (hangul: 주가, handzsa: 住家, RR: juga) vagy csethek (hangul: 제택, handzsa: 第宅, RR: jetaek). Szótárba először 1975-ben került, a Szamszong szeurimal khun szadzson (삼성 새우리말 큰 사전, Samseong Saeurimal Keun Sajeon) hozta le, ahol a nyugati típusú lakóház ellentéteként használták a koreai házakra; a hetvenes évek végén tanulmányokban is megjelent, legtöbbször a Csoszon (Joseon)-kori házakat értették alatta.

## Története

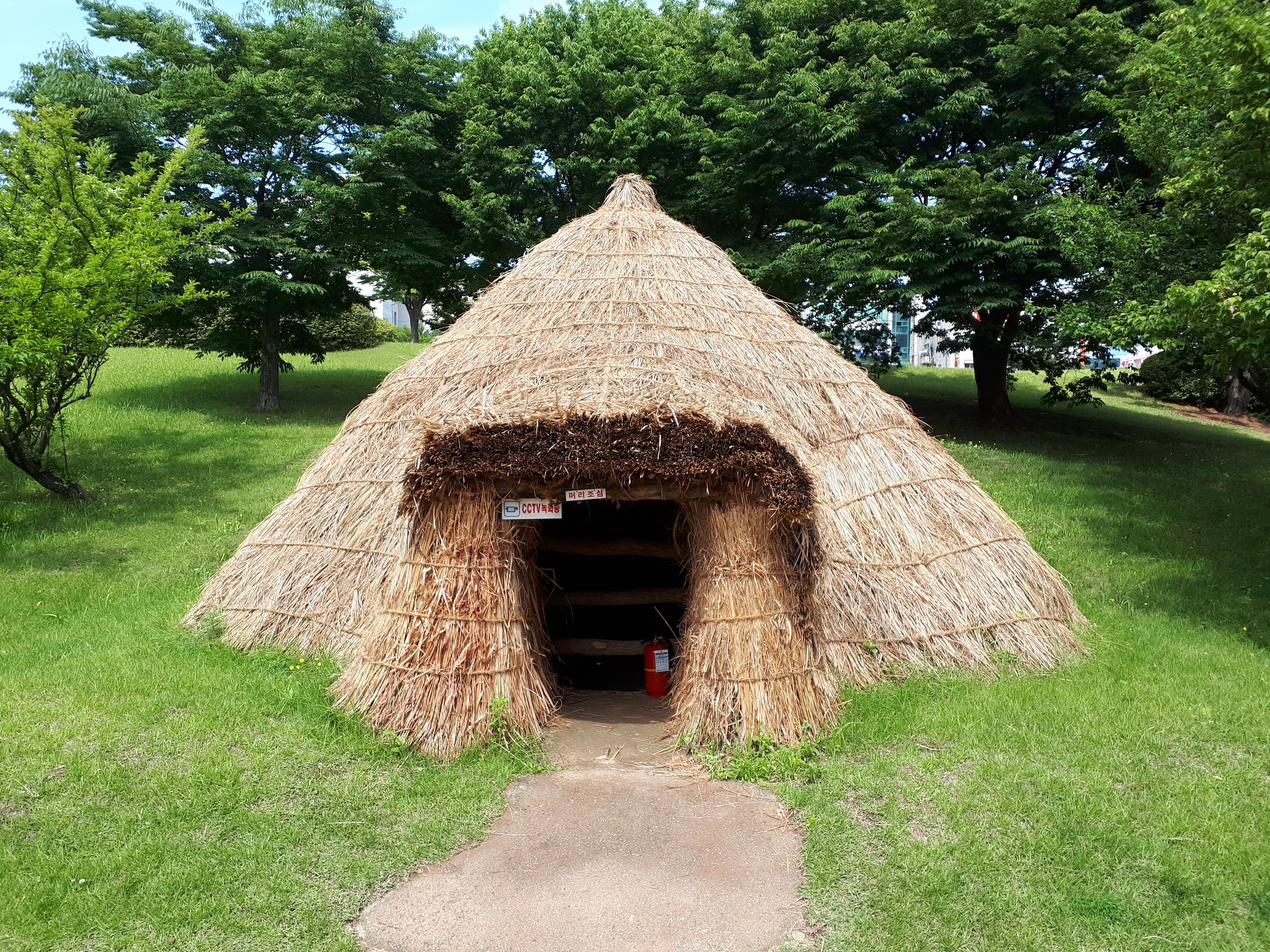
Bronzkori umdzsip (umjip)

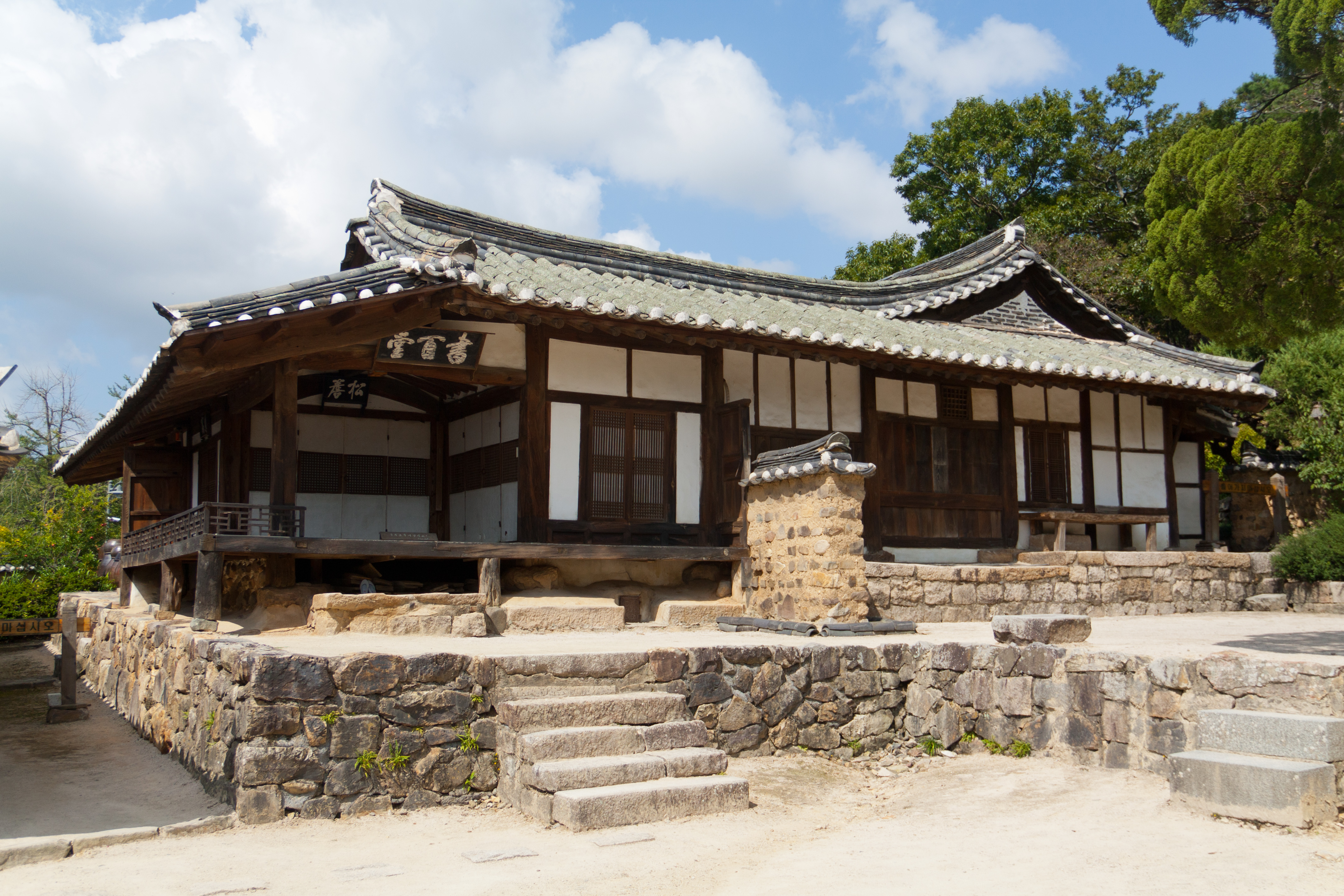
A Szobektang (Seobaekdang), Korea legrégebbi fennmaradt Csoszon (Joseon)-kori lakóháza

Az őskőkorszakban a Koreai-félszigeten élő ősemberek minden bizonnyal barlangokban vagy egyéb természetes búvóhelyeken éltek. Az újkőkorszaki ember már földbe vájt kunyhókban élt, melynek koreai elnevezése umdzsip (umjip) (움집). Körülbelül egy méteres gödröt vájtak a földbe, majd gerendákat emeltek és a kunyhót szalmával borították. A bronzkorban már megjelentek az emelt padlós házak. A koreai három királyság időszakában jelentős változások történtek az építészet terén, melyet jelentősen befolyásolt a kínai kultúrával való érintkezés. A korai királyságok közül Kogurjo (Goguryeo) lakóházairól van a legtöbb információnk, egyrészt régészeti leletek, másrészt jó állapotban fennmaradt falfestmények révén, melyek dokumentálták az adott kor mindennapi életét. Ezek szerint a kogurjóiak (goguryeóiak) fával építkeztek, de kőépületek is felbukkannak a festményeken. Az épületeket szalmával fedték, a házakat kerítés vette körül. Ekkor már használatban volt a kudul (gudul), az ondol padlófűtés egy korai változata. Arra is következtetnek a történészek, hogy Pekcse (Baekje) és Silla is hasonlóképp építkezhetett. 
A korjói (goryeói) építészetre valószínűleg a Tang-kori építészet lehetett leginkább hatással, ami a 12. században, a kereskedelemnek köszönhetően jutott el Koreába. Ezt a stílust koreaiul csusimpho (jusimpo) (주심포) stílusnak nevezik. Jellegzetessége, hogy csak az oszlopok tetején helyeztek el dúcot, méghozzá oszlopokat összekötő oldalsó gerenda nélkül. Az oszlopfőn négyzet alakú dúcsüveg helyezkedik el. A kazettás mennyezet hiánya miatt a koszorúgerendák és a talpszelemenek is szabadon látszanak. Az 1300-as években a Szung-dinasztia (Song-dinasztia) hatására újabb építészeti stílus, a tapho (dapo) (다포) kezdett el terjedni Korjóban. Jellemzője a többdúcos megoldás, tartóborda helyett. Ez látványosabb, mint a csusimpho, mivel az oszlopok közötti dúcok kitöltik a korábban üres teret. Ilyen stílusban épült a Simvonsza (Simwonsa) (심원사) templom Pogvandzson (Bongwajeon) (보광전) terme. A korjói (goryeói) építészeti emlékek közül nem sok maradt fenn az utókornak, a legtöbb elpusztult a különféle támadásokban. A kőépületek és a tetőcserép minden bizonnyal a tehetősek kiváltsága volt, az egyszerű parasztok szalmafedeles faépületekben éltek.
A ma hanoknak nevezett épületek a 14. századtól kezdve épültek a Csoszon (Joseon)-korban. A világörökség részét képező Jangdong (Yangdong) faluban található a legrégebbi, hanok típusú ház Koreában, a Szobektang (서백당, Seobaekdang), mely 1475-ben épült.

## Felépítése

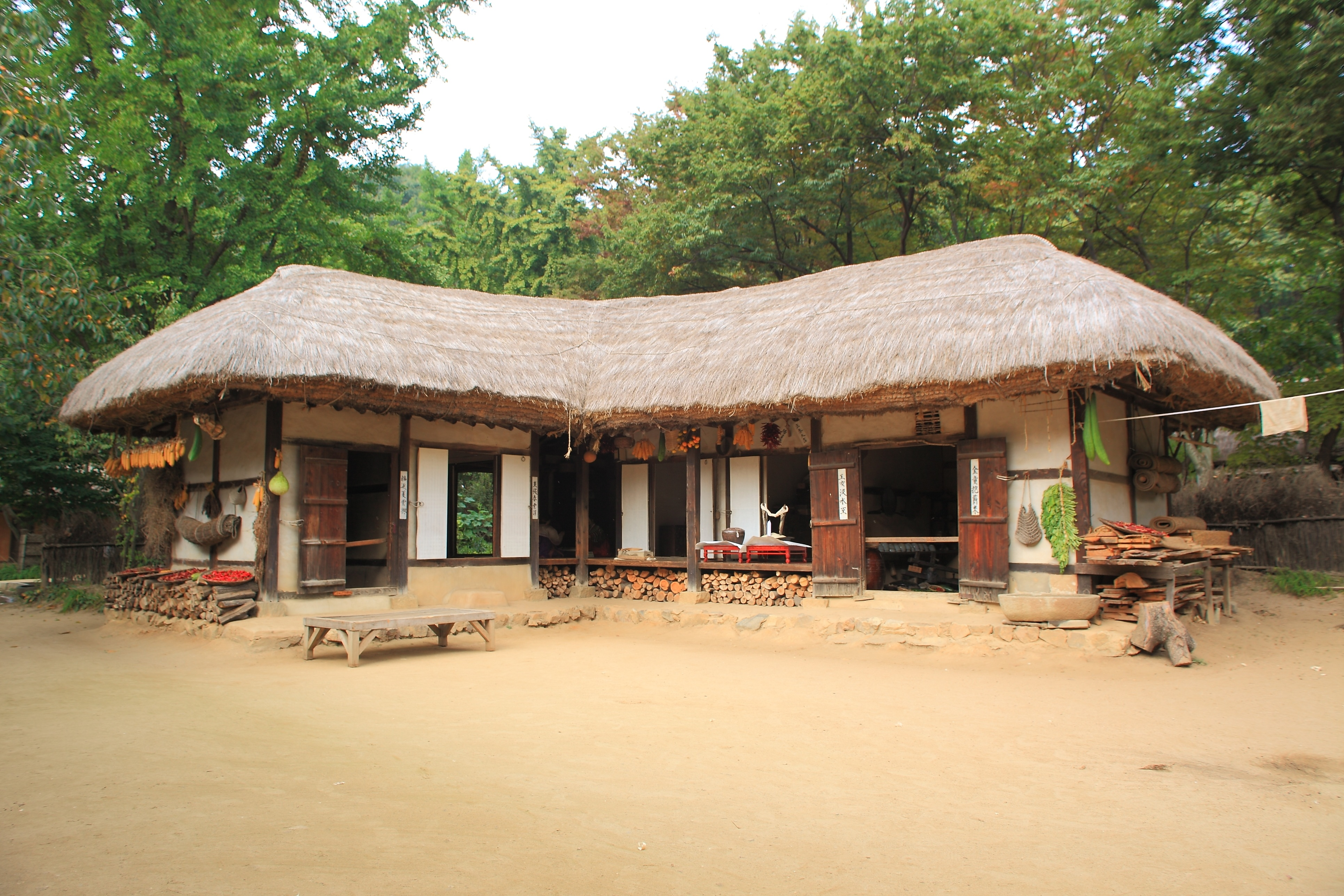
Parasztház

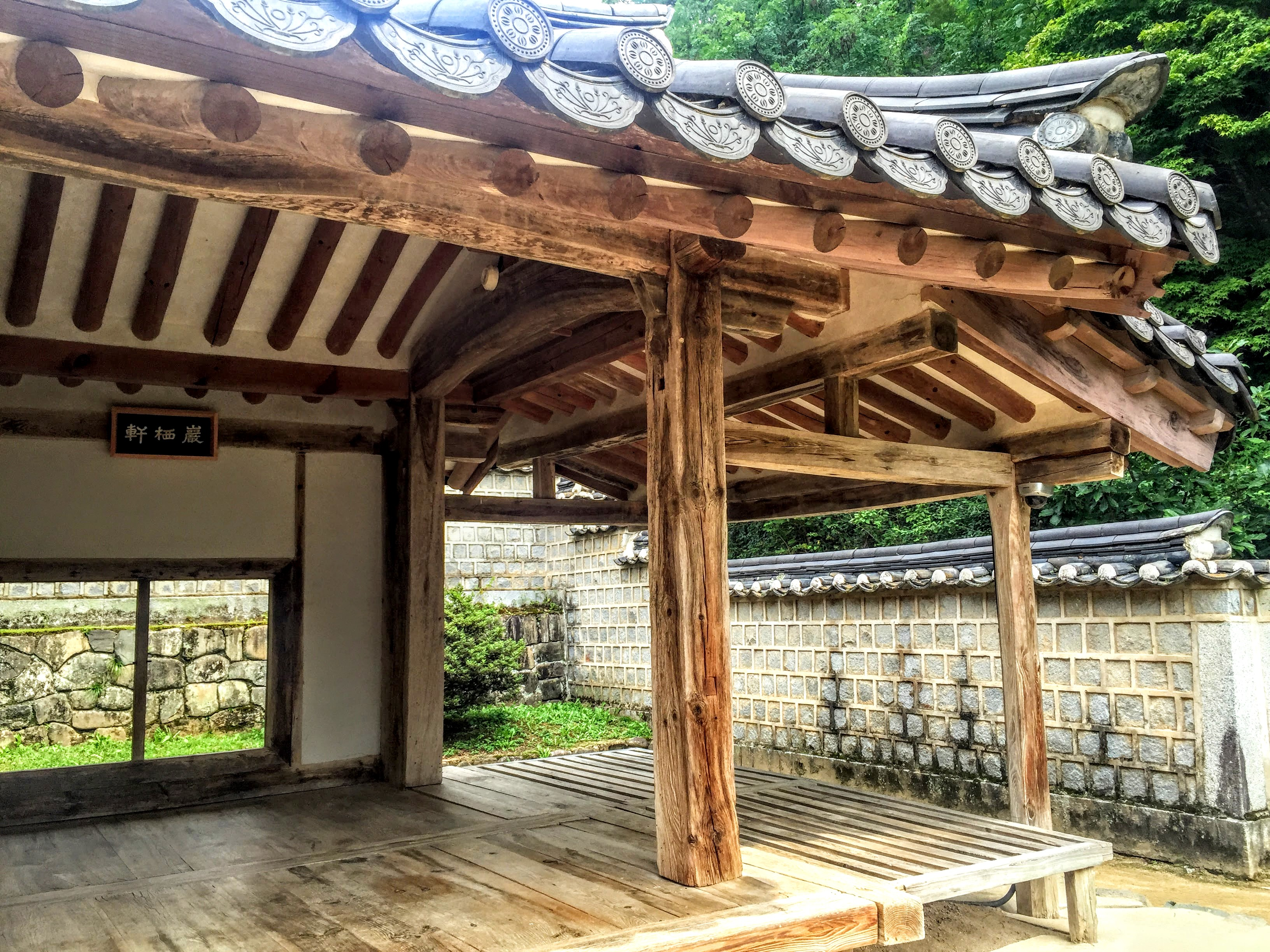
Maruveranda

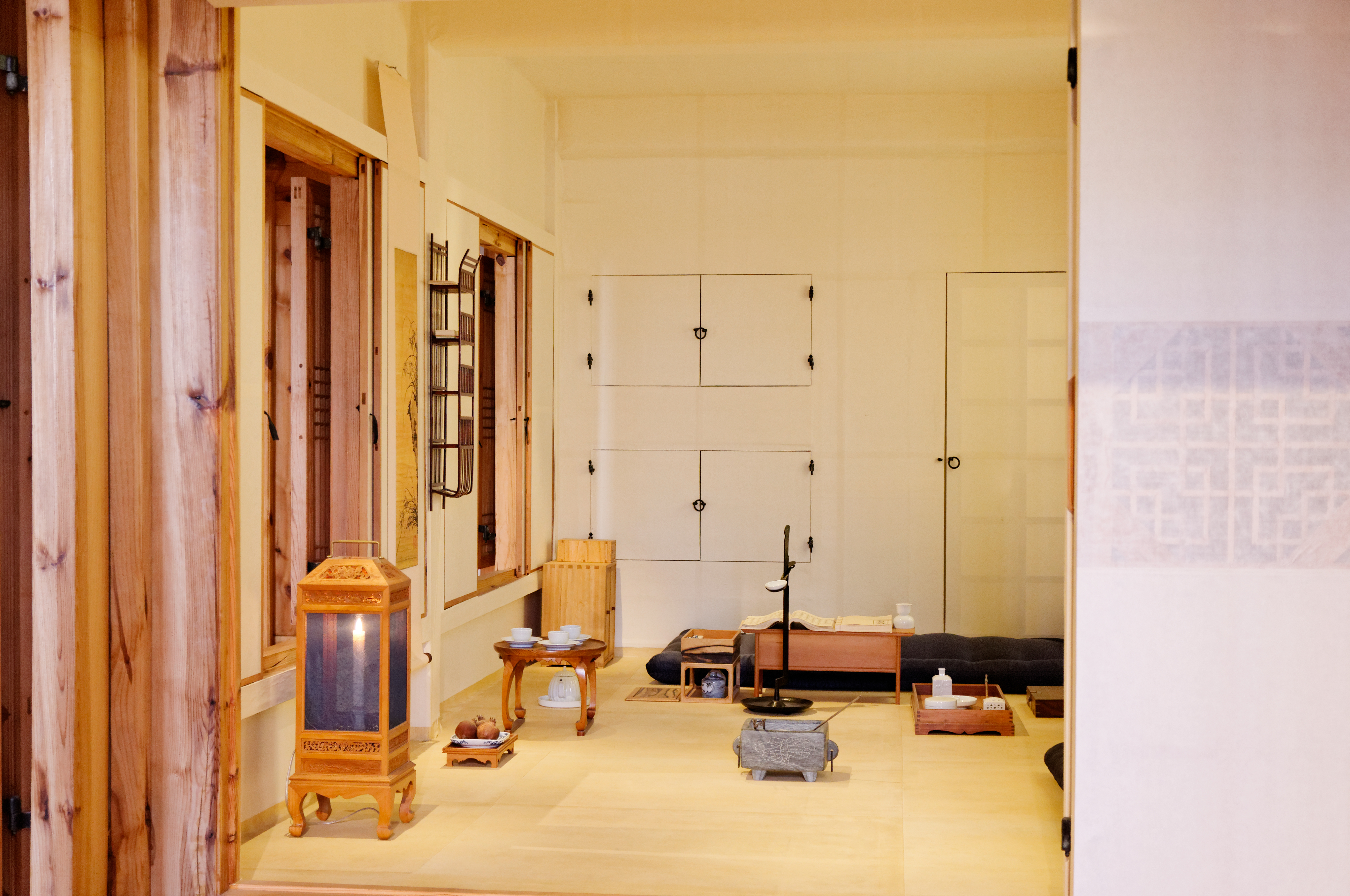
Szarangbang (Sarangbang)

A hanok jellegzetes faépület, kőalapra építik, mely alatt ondol, azaz padlófűtés húzódik. A fapadló és a kőalap közé agyagréteg kerül szigetelésnek. A hanok jellegzetessége, hogy a szezonális hőmérséklet-különbségeket is tudja kezelni: a szobák egy részét a konyha tűzhelyét is tápláló ondol fűti, melegebb évszakokban a ház többi helységét pedig a maru (마루) szobák tartották hűvösen, melyek falak nélküli, szellős szobák. A legtöbb házhoz tartozott maruveranda is. A fűtött szobák és a maruk számát és elhelyezkedését az adott régió éghajlata szabta meg. Hűvösebb éghajlaton több fűtött szoba volt és kevesebb maru, melegebb vidékeken pedig fordítva. A padlófűtés miatt a berendezési tárgyak közel voltak a padlóhoz, alacsony asztaloknál, a földön ültek hímzett párnákon, és a földön is aludtak. A hanok házakhoz tartozik udvar, valamint egy csangdokte (jangdokdae), egyfajta terasz, ahol a különféle szószokkal (szójaszósz, töndzsang (doenjang), kocshudzsang (gochujang)) és eltett ételekkel (például kimcshi (gimchi)vel) teli onggi edényeket tárolták. Külön épületben, a főépülettől kerítéssel elválasztva kapott helyet a rituális szertartásokhoz épített szentély, és itt tárolták az elhunyt hozzátartozók lélektábláit (üphe (wipae), 위패; vagy sinü (sinwi), 신위) is. A tehetősebbek otthonához nagy kert tartozott, gyakran mesterséges tavakkal és pihenőpavilonokkal.
A hanok házak nem egységesek, nem csak regionálisan, de annak megfelelően is változott az alakjuk és felépítésük, hogy a tulajdonosuk milyen társadalmi réteghez tartozott. A Csoszon (Joseon)-kori házak építésénél fő szempont volt a környezettel való harmónia. A nemesek otthonait szinte mindig úgy építették, hogy hegy húzódjon mögötte, és lehetőleg valamilyen folyóvíz legyen előtte. A házak kialakításakor ügyeltek arra, hogy a hegyi levegő át tudja járni az épületet. A hagyományos koreai házak aszimmetrikus elrendezésűek, amely a hegygerincek aszimmetriáját követi. A nagyobb méretű főépületet mindig magasabbra építették, mint a kapcsolódó melléképületeket. Az elrendezésben követték a lakók társadalmi helyzetét: a főépületben a nemesek laktak, a melléképületekben a kiszolgáló személyzet. Az épületek alakja regionálisan is változott, bár a legegyszerűbb parasztházak szinte mindenütt ugyanolyanok voltak: egymás mellé épített szobák egyetlen tető alatt. A tehetősebbek L- vagy U- alakban épített házakban laktak, a leggazdagabbak házait kőfal vette körül.
A konfuciánus elveknek megfelelően a hagyományos koreai házak női és férfi részekre osztódtak. A női lakórész, az anbang (안방) vagy ancshe (anchae) (안채) a ház középpontjában helyezkedett el, közel a konyhához. A ház úrnőjének rangja szerint akár rendkívül fényűző berendezésű is lehetett, különféle szekrénykékkel, hímzett párnákkal, drága festményekkel. Az úrnő innen irányította a háztartást. Az anbangból közvetlenül fel lehetett jutni a konyha felett húzódó padlásra (tarak (darak), 다락), ahol a család értéktárgyait tárolták. Ide csak az anbangon keresztül lehetett bejutni, vagyis a háztartás anyagi kiadásait a ház asszonya tartotta a kezében. A szarangbang (sarangbang) (사랑방) vagy szarangcshe (sarangchae) (사랑채) a férfi lakrész volt, ahol a ház ura olvasott, tanult, férfi vendégeket fogadott. Berendezésében jóval szerényebb volt az anbangnál, praktikus szempontok szerint. A falakon gyakran a ház urának saját kalligráfiái lógtak. Az efféle elkülönítést azonban csak a gazdagabbak engedhették meg maguknak.

## A modern hanok

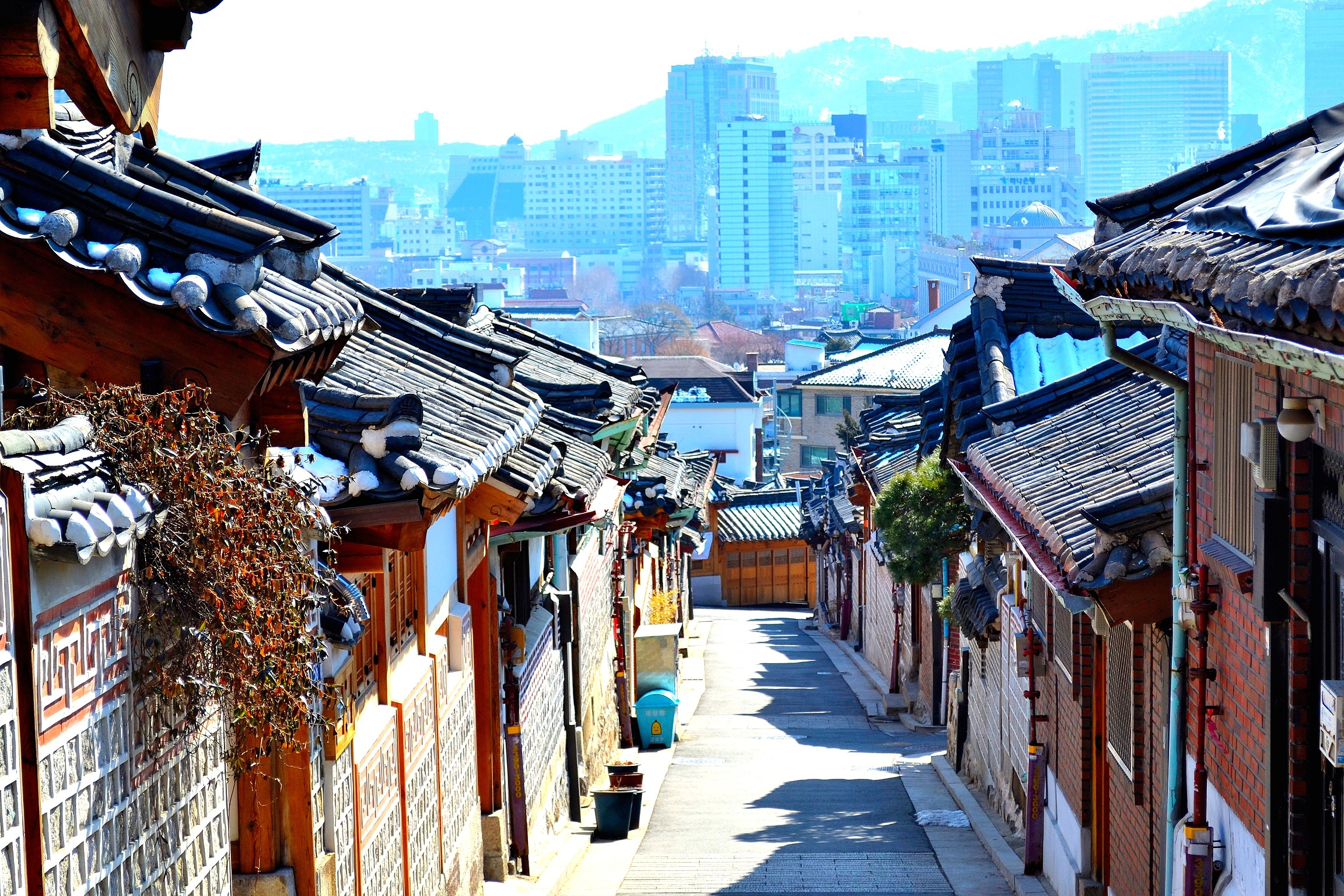
Pukcshon (Bukchon) hanokfalu

Az úgynevezett „városi hanok” az 1920-as és 30-as években jelent meg Koreában, amikor megindult az ipari fejlődés. A kis alapterületű, elsődlegesen kő- és faházak a korábbi, 19. századi nagy uradalmi házak íves tetőszerkezetét imitálták, ondollal fűtöttek voltak, ami miatt a konyha hagyományosan síkban lejjebb helyezkedik el a szobáknál, hogy a forró levegő áramolni tudjon a padló alatt. Az ipari fejlődés hozadékaként azonban a papírablakokat felváltotta az üveg, a követ a tégla, a belső udvart sokszor betonnal borították. Helyhiány miatt a hagyományosan hosszú ereszeket esőelvezető csatornák váltották fel. A házak alakja a hangul (hangeul) ábécé egyes betűinek alakját követte: a nagyobb házak a mium (mieum) (ㅁ) alakjában épültek, a közepes méretűek tigut (digeut) (ㄷ) alakúak voltak, a kicsik pedig kijok (giyeok) (ㄱ) alakúak. Szöulban Pukcshon (Bukchon) hanokfaluban maradt fenn a legtöbb ilyen úgynevezett városi hanok, a felhőkarcolók közé beékelődött negyed ma igazi turistalátványosság.
A hanoképítészet szabályait és elveit inspirációként felhasználva a koreai építészek teljesen modern épületeket is terveznek, melyek építőanyaga vagy formavilága jelentősen eltérhet a hagyományos hanokétól, azonban funkcionalitásában megőrzik annak lényegét.

## Galéria

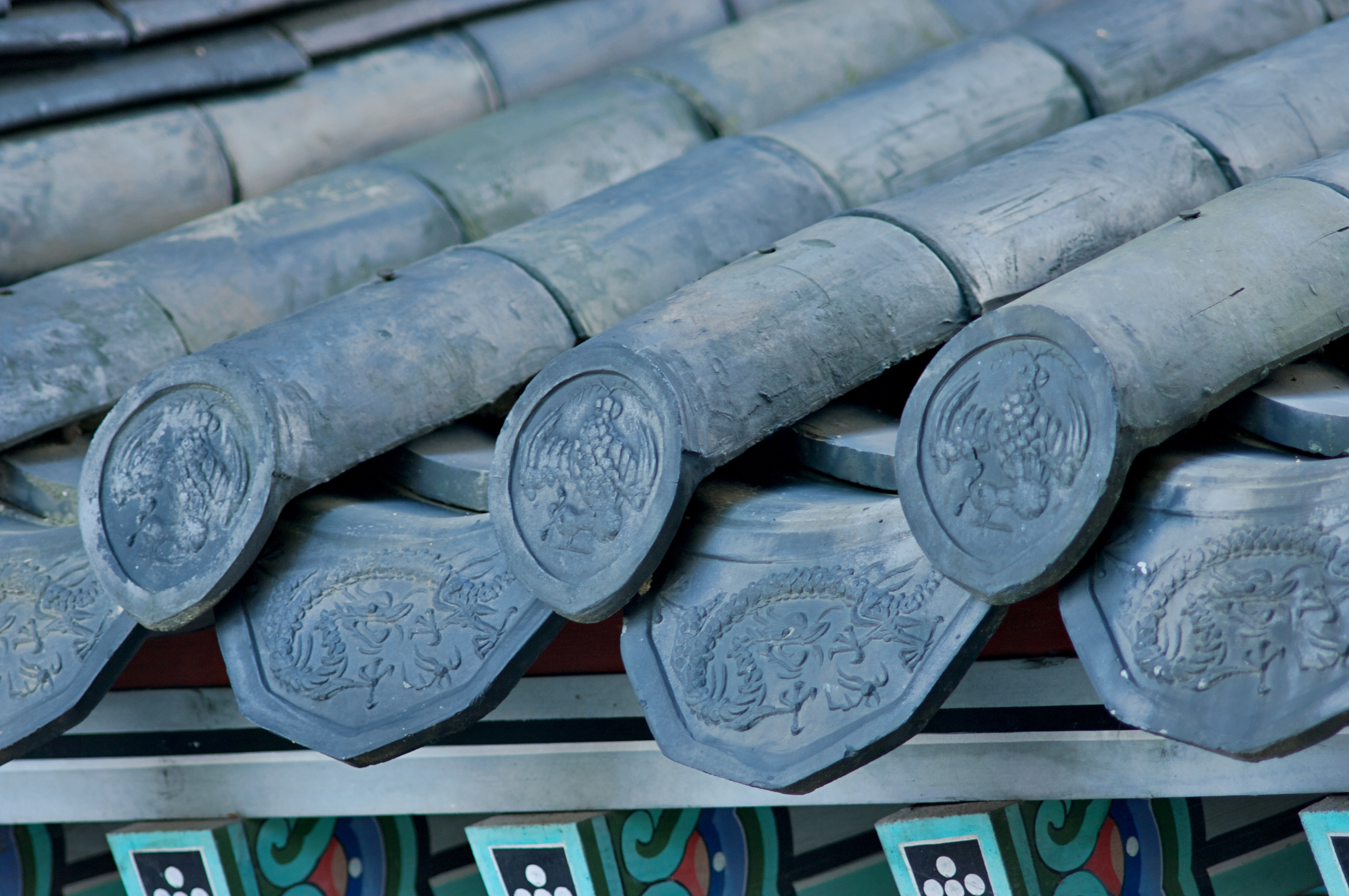
Hagyományos koreai cseréptető (kiva (giwa), 기와)
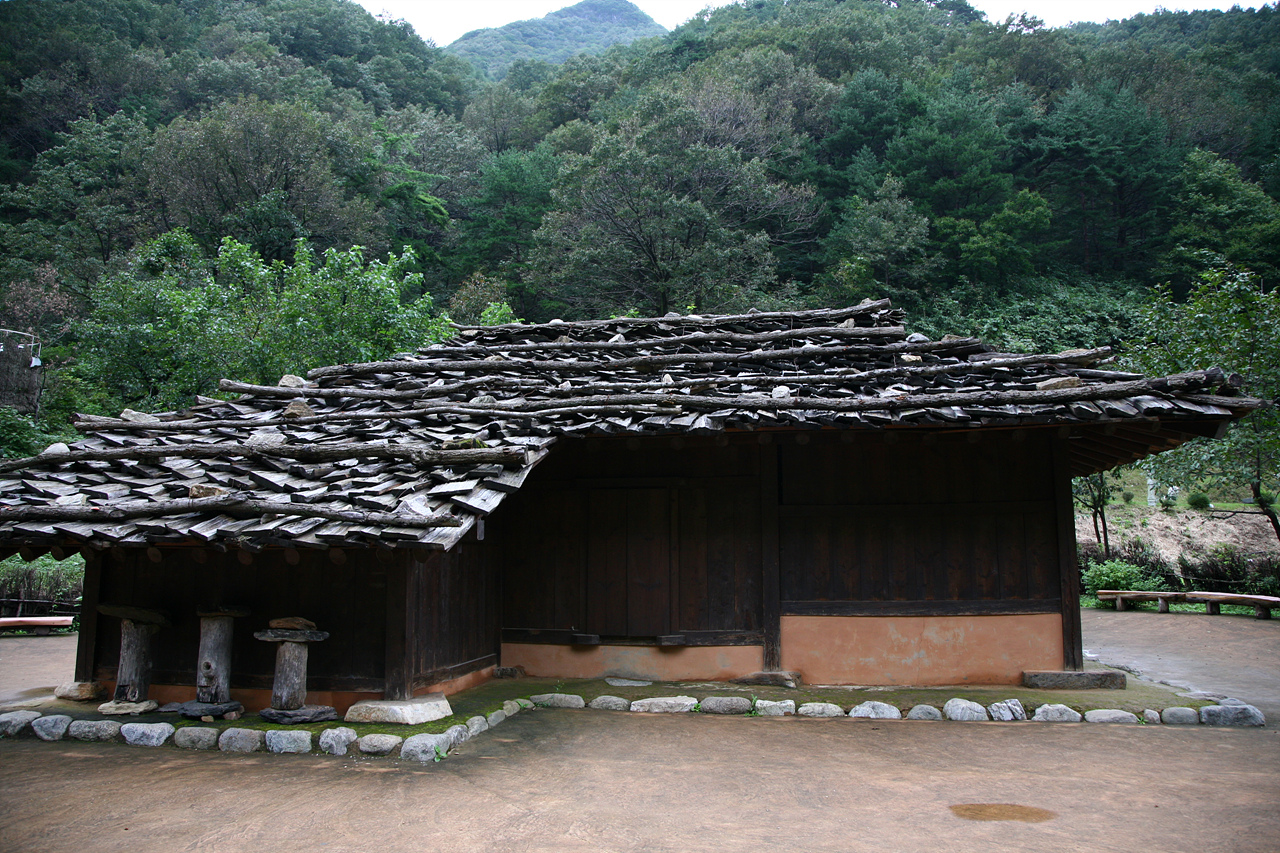
Zsindelytetős ház (novadzsip (neowajib), 너와집)
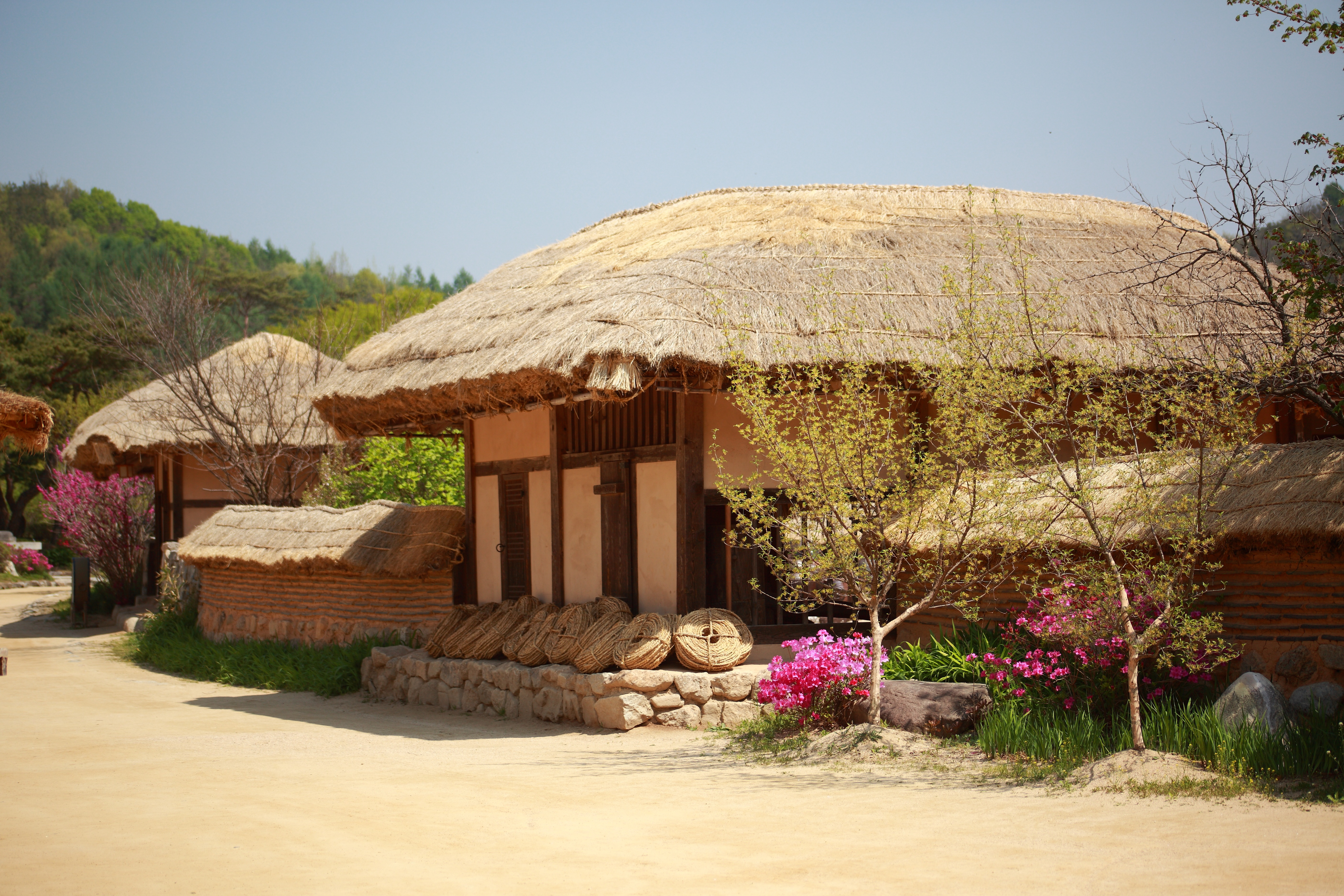
Szalmafedeles ház (cshogadzsip (chogajib), 초가집)